# Hudební producent

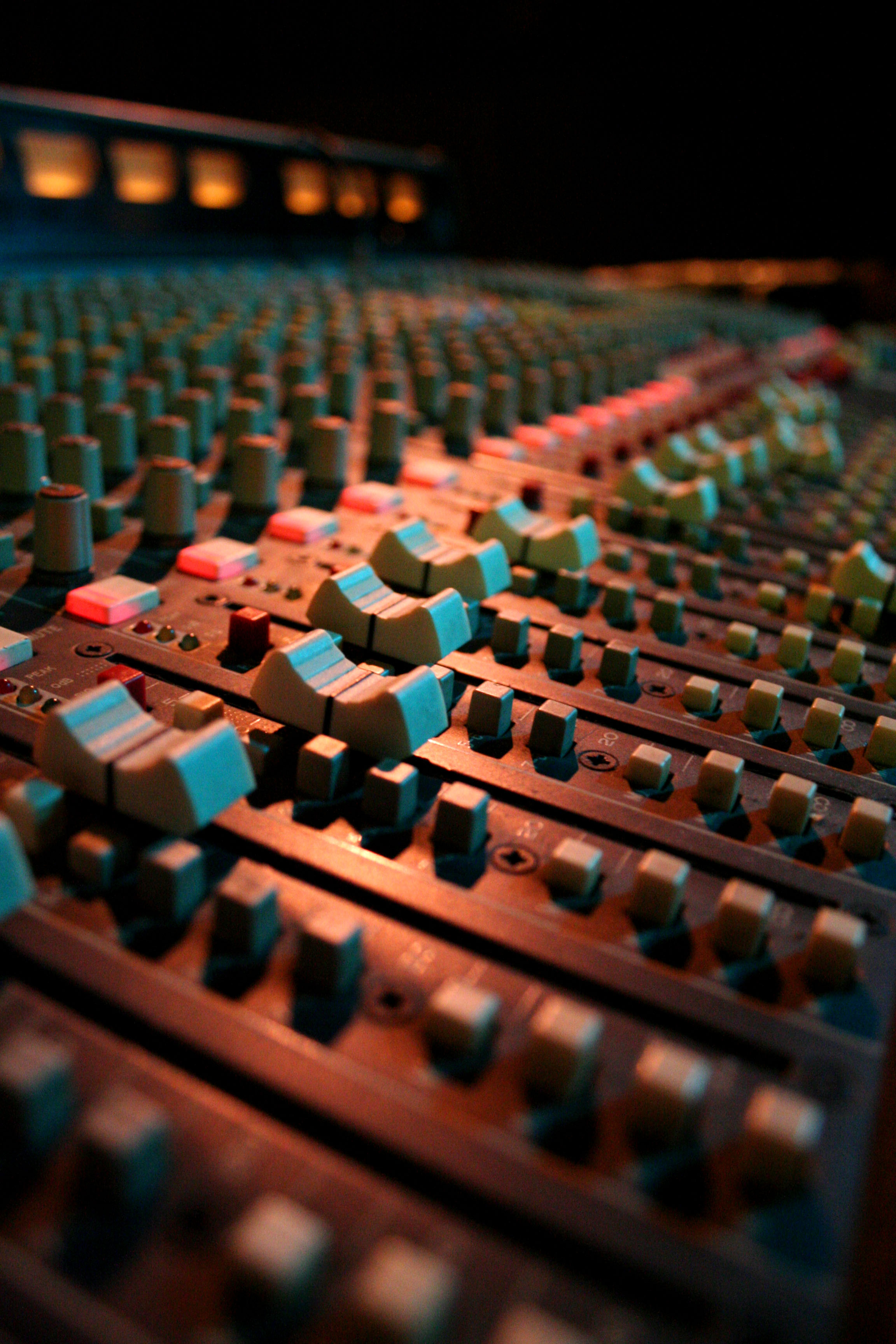
Mixážní pult

Hudební producent je osoba, která je odpovědná za úspěch, nahrání, produkci a výkon nějaké hudební nahrávky.
Úkolem takového producenta je
- Způsob interpretace dané hudby, výběr interpreta
- Výběr dalších hudebníků potřebných ke vzniku díla
- Dohled nad realizací nahrávky
- Volí zvukaře, spolupráci (s kým)
- Pomoc s vytvořením alb či singlů

V elektronické hudbě a populární hudbě se producent stará o mixing, hudební aranžmá, mastering a o samotnou kompozici (a jeho realizaci). V klasické hudbě roli hudebního producenta přibližně odpovídá hudební režisér.

## Někteří hudební producenti
- Mark Ronson produkoval pro Amy Winehouse, Christinu Aguileru, Adele nebo Bruna Marse
- Brian Eno produkoval pro U2, Davida Bowieho, Talking Heads a další
- John Cale produkoval pro The Stooges, Patti Smith, Nico, Siouxsie and the Banshees, Happy Mondays a další
- Timbaland produkuje R&B, pop a rap hudbu. Spolupracoval s lidmi jako Justin Timberlake, Nelly Furtado nebo Madonna
- Butch Vig produkoval pro The Smashing Pumpkins, Nirvanu, Foo Fighters a další
- George Martin produkoval pro The Beatles
- Greg Lake produkoval pro Emerson, Lake & Palmer
- Phil Spector byl producentem například pro The Beatles nebo dívčí skupinu The Ronettes
- Jeff Lynne, kromě hudební činnosti ve skupině ELO, byl producentem nahrávek pro George Harrisona
- Martin Birch produkoval pro Fleetwood Mac, Black Sabbath, Deep Purple, Iron Maiden, Wishbone Ash a další
- David Kopecký, produkuje většinu nahrávek kolektivu MIKE ROFT Records umělcům jako Calin, Stein27.
- Quincy Jones, známý jako producent nejprodávanějšího alba na světě — alba Thriller zpěváka Michaela Jacksona.